# Фестивал омладинских позоришта Републике Српске
Фестивал омладинских позоришта Републике Српске представља манифестацију која има за циљ промовисање младих глумаца аматера из Републике Српске. Организатор је Савез удружења омладинских позоришта Републике Српске. Фестивал је такмичарског карактера који се одржава сваке године у октобру у другом граду који испуњава услове а именује га Извршни одбор Асоцијације омладинских позоришта Републике Српске уз подршку чланица. Оно што издваја овај фестивал је могућност појединим срединама да дођу до изражаја и да представе своје умјетнике.